# Brzegi (województwo świętokrzyskie)
Brzegi – wieś w Polsce położona w województwie świętokrzyskim, w powiecie jędrzejowskim, w gminie Sobków. Ma status sołectwa.
| SIMC    | Nazwa  | Rodzaj |
| ------- | ------ | ------ |
| 0270219 | Łajzce | osada  |

Na wschodnich krańcach wsi przebiega droga krajowa nr 7.

## Historia
- Osada istniała tutaj już w czasach kultury łużyckiej, o czym świadczy odkryte na terenie dzisiejszej miejscowości cmentarzysko liczące około 60 grobów, oraz odkopanie cmentarzyska z grobami kloszowymi.
- Lata 1166–1167 to najwcześniejsza pisemna wzmianka o osadzie, kiedy to Janik z Brzeźnicy, biskup wrocławski (późniejszy arcybiskup gnieźnieński, oraz Gedko (biskup krakowski) dziesięcinę m.in. z Brzegów przeznaczyli na rzecz klasztoru jędrzejowskiego[7]
- W 1221 osada ponownie wspomniana jako położona w zasięgu grodu krakowskiego, w kasztelanii czechowskiej, prepozyturze wiślickiej
- Pod koniec XIII wieku Brzegi znalazły się w ręku księcia sandomierskiego Władysława Łokietka
- Za czasów Długosza Brzegi występują jako dobra koronne, a dziesięcinę pobierało biskupstwo krakowskie
- W 1610 dzierżawę Brzegi przejmuje Stanisław Branicki herbu Gryf, następnie kolejno dzierżawcami są Potoccy, Tarłowie i jako ostatni przed upadkiem I RP osadę dzierżawił Wojciech Kluczewski herbu Jasieńczyk
- Po rozbiorach miejscowość znalazła się w zaborze austriackim. W 1809 tereny te zostały włączone w skład Księstwa Warszawskiego, a w 1815 na mocy kongresu wiedeńskiego do Królestwa Polskiego.
- W I poł. XX w. ze względu na znaczenie historyczne osady w Brzegach powstaje siedziba gminy w powiecie jędrzejowskim, aż do czasów kolejnej reformy administracyjnej

W latach 1954–1968 wieś należała i była siedzibą władz gromady Brzegi, po jej zniesieniu w gromadzie Miąsowa. W latach 1975–1998 miejscowość administracyjnie należała do województwa kieleckiego.

## Zabytki
- Kościół parafialny pw. św. Mikołaja projektu Henryka Marconiego, wybudowany w latach 1845–1862, zniszczony w 1954 pożarem i w latach 60. XX w. odbudowany.; wnętrze zdobi barokowy ołtarz z I poł. XVIII w., a w nim obraz Matki Boskiej z Dzieciątkiem z XVII w.; przykościelna murowana dzwonnica wzniesiona w 3 ćwierci XIX w.
- Budynek plebanii po raz pierwszy opisany dopiero w 1822 (wcześniejsze dzieje nieznane), na plebanię zaadaptowany ok. 1900
- Zespół dworski z przełomu XIX/XX w., wpisany do rejestru zabytków nieruchomych (nr rej.: A.149/1-4 z 26.04.1977)[8]:
  - dwór drewniany z 1846 r., przebudowany w 1900 r.
  - park z I połowy XIX w.
  - spichlerz z I połowy XIX w.
  - lamus z I połowy XIX w.

## Demografia
Dane z 31 grudnia 2013 r.:
| Opis      | Ogółem | Ogółem | Kobiety | Kobiety | Mężczyźni | Mężczyźni |
| --------- | ------ | ------ | ------- | ------- | --------- | --------- |
| jednostka | osób   | %      | osób    | %       | osób      | %         |
| populacja | 511    | 100    | 260     | 50,9    | 251       | 49,1      |